# 公园

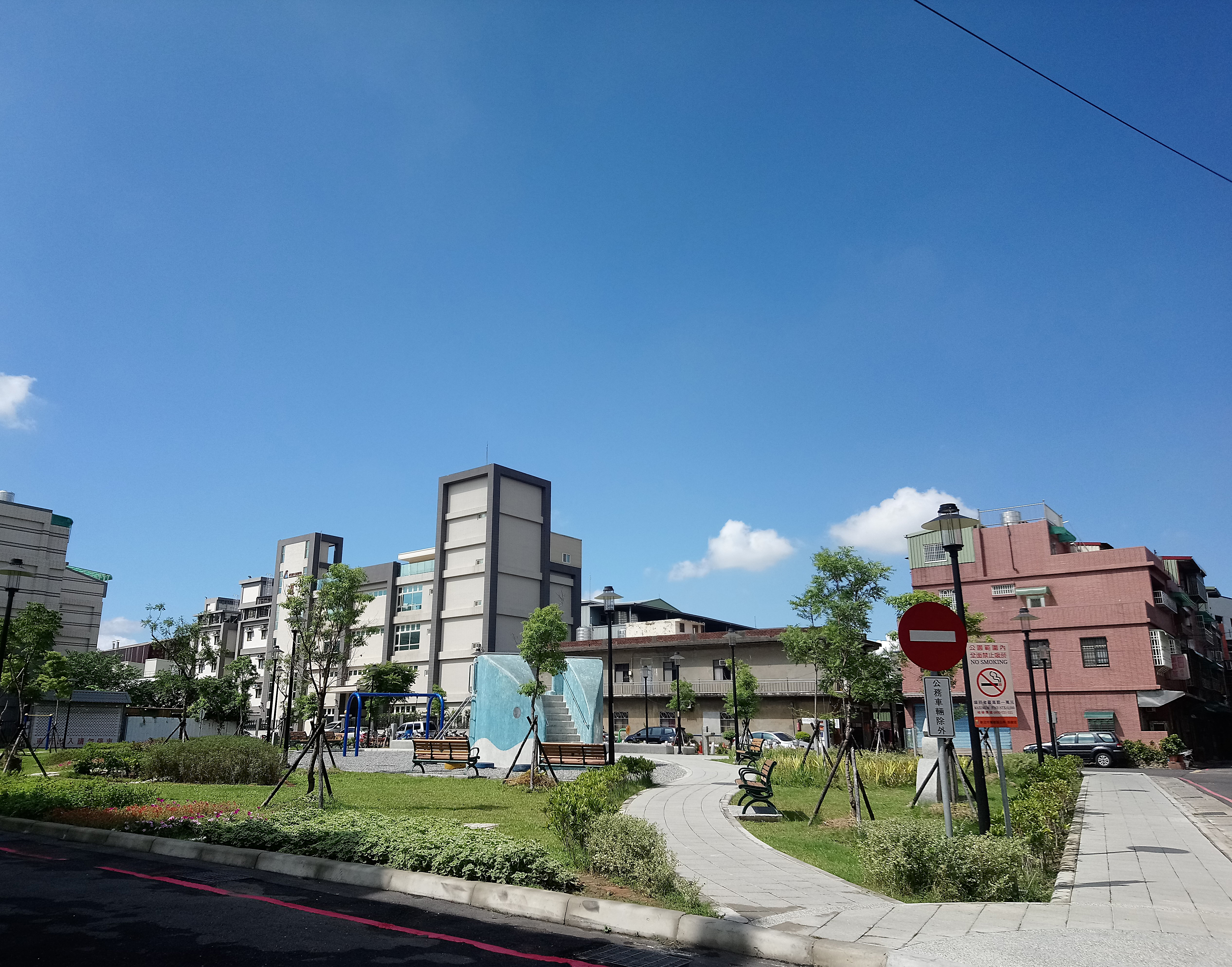
臺灣新北市鶯歌區鳳祥公園

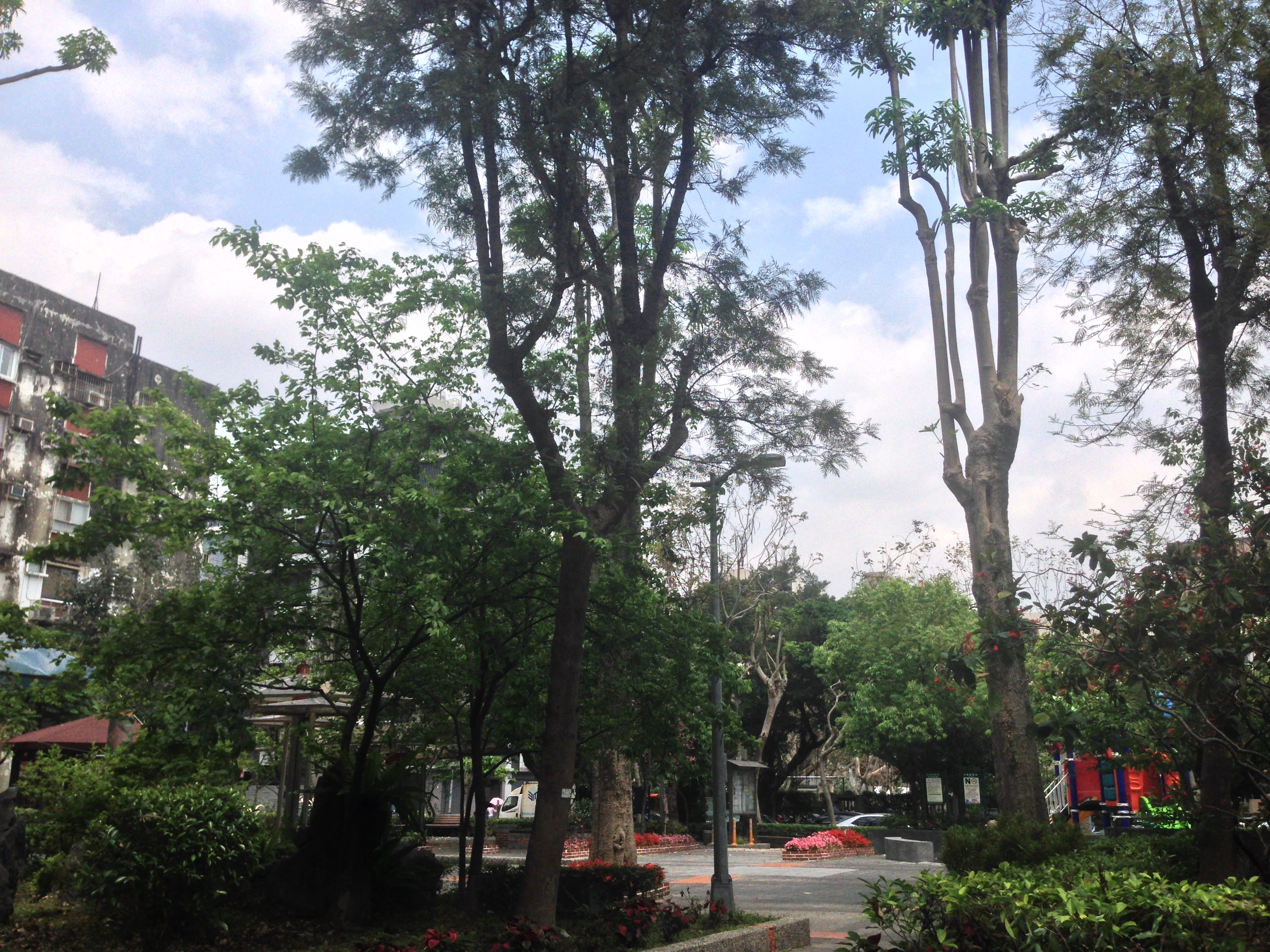
臺灣臺北市松山區敦中公園

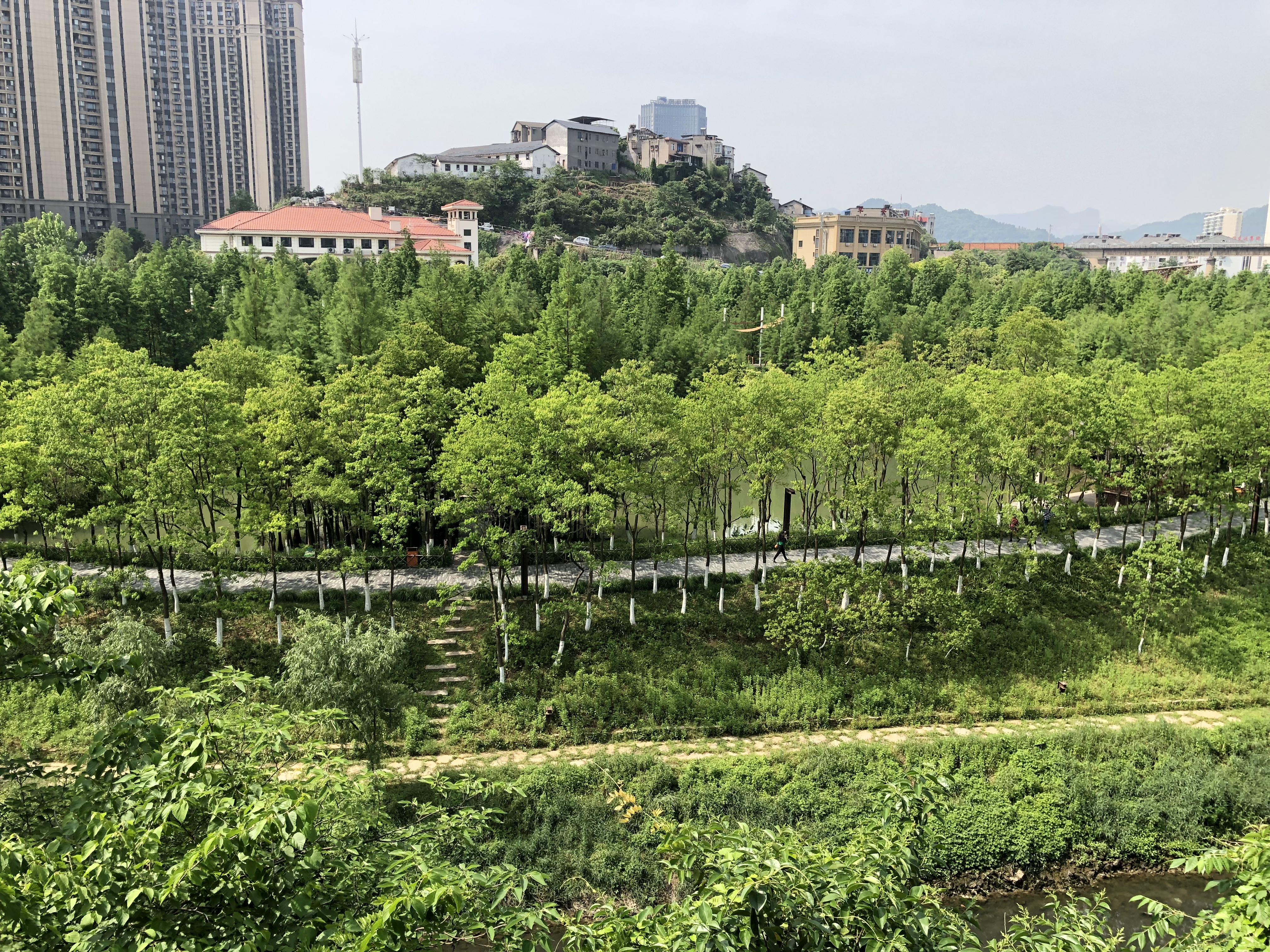
宜昌运河公园

公園是供公眾消遣遊憩的場所。公園可以指下列場所：
1. 市街地的一區，栽植草木或設置噴水池的遊憩場所。
2. 市街地的一角，設置兒童遊樂器材或體育設施的兒童公園及體育公園，即遊樂場。
3. 親近動植物和自然生態為目的的動物園、植物園、風景區或森林遊樂區。
4. 保護自然生態或史蹟的國家公園、森林公園、郊野公園、海岸公園。
5. 環繞某個主題而建立的主題公園。

## 起源
早期的公園出現於波斯國的苑囿，原目的為供騎射的馳道和遮蔽風雨的處所，美化後成為公園。公園在古希臘時期，是露天集會場地，希臘人在露天場所從事運動、社交活動，其後更結合了藝術與宗教的功能。到文藝復興後期，樹林、浮雕長廊、鳥舍和野生動物成為此時期公園的特點。
而中國的公園，則最早記載於南北朝時期《北史》景穆十二王傳：「任城王澄表減公園之地，以給無業。」而从宋朝起，就有私家园林对公众开放的习俗，并沿袭至明清。不过中國真正具备现代意义上的是属分享共用的公园，直到1865年在广州沙面租界才初见，是由分属英方的女王公园与法方的法国公园共同组成的一片岛内的公共绿地。

## 功能
公园主要可以承担自然元素的供给，为民众消遣提供场所，拥有成为地域性中心的潜质。